# Samira Rafaela
Samira Rafaela (ur. 11 lutego 1989 w m. Uitgeest) – holenderska polityk, posłanka do Parlamentu Europejskiego IX kadencji.

## Życiorys
Jest przedstawicielką Afrokaraibów. Urodziła się jako córka Holenderki z Curaçao wyznania judaistycznego oraz muzułmanina pochodzącego z Ghany i Nigerii. Kształciła się w Castricum, później studiowała administrację publiczną na Uniwersytecie w Lejdzie. Pracowała w administracji miejskiej w Amsterdamie, a następnie w holenderskiej policji jako doradczyni do spraw bezpieczeństwa i integracji, a także menedżer projektu. Działała w organizacji młodzieżowej Nationale Jeugdraad.
Wstąpiła do Demokratów 66 i do Jonge Democraten, organizacji młodzieżowej tej partii. W wyborach w 2019 uzyskała mandat deputowanej do Parlamentu Europejskiego IX kadencji.